# Ал Мукдадия
Ал Мукдадия (на арабски: المقدادية) или Шаребан (شهربان, транслитерирана също като Микдадия) е град в провинция Дияла в Ирак. Градът се намира на около 80 км североизточно от Багдад и на 30 км североизточно от Бакуба, столицата на провинцията. Микдадия има население от около 298 000 жители.

## Название
Алтернативно име на града е Шаребан и се посочва в класическите творби на Птолемей и Страбон. Названието Шаребан произхожда от староиранска дума „шатрапан“, превърнала се в думата „сатрап“ след превод на гръцки и означаваща управител или окръг. Това име все още се използва на местно ниво, в последно време обаче терминът Микдадия в голяма степен заменя старото име. „Мукдадия“ означава на персийски „даден от влъхвите“, а Багдад означава „даден от Бога“.
Местните шиити смятат, че Мукдадия е производно на името на Микдад ибн ал-Асуад-Kинди (на арабски: مقداد بن الاسود الكندي), един от другарите на пророка Мохамед. Микдад е почитан от шиитите като един от четири негови спътника, първите мюсюлмани, които са последователи и на Али ибн Аби Талиб. Микдад ибн Асуад сред шиити се счита за един от най-уважаваните Сахаби. Той е споменат в един хадис относно най-добрите шиити, според който Микдад е един от мухаджирите. Шиитите обаче не успяват да покажат как именно името на този град е свързан Микдад ибн Асуад, за да бъде назован в негова чест.

## Етнография
В града има смесено население, като арабите (шиити и сунити) оформят най-големия дял от него. Останалата част от жителите са кюрди и тюркмени. Преди да бъдат масово експулсирани през 1960-те и 1970-те години, шиитските кюрди-фейли съставляват по-голямата част от градското население, следвани от шиитите тюркмени. Кюрдското население днес е вече на незначително малцинство.

## Исторически факти
Районът на града е населен от дълбока древност, като през Средновековието наблизо минава търговския Хорасански път. В района около селището вероятно е стоял античният град, последователно наричан Халасар, Артемита и Дастагирд.
Първоначално известен като Артемита, градът е възстановен и преименуван от цар Хормазд I (270-271). По време на царуването на цар Хосров I Ануширван (535-579 г.) градът значително се разширява и има свой дворец и крепост. По време на царуването на Хосров II Парвиз (590-628), Дастагирд става резиденция на сасанидите. През 628 г. Дастагирд е завладян от византийския император Ираклий и напълно изчезва от източниците. През Абасидския период вероятно градът е посетен от ибн Фадлан, който записва името му като Ас-Даскара.
Самоубийствен бомбен атентат в Мукдадия на 29 февруари 2016 отнема живота на 50 души, а други 58 са ранени. Атаката е организирана от Ислямска държава и е реализирана по време на погребален ритуал на боец от местна шиитска мюсюлманска милиция.